# 한인급
한인급(韓仁及, 1583년 ~ 1644년)는 조선시대 중기의 문신 겸 서화가이다. 본관은 청주(淸州)이고 자는 원지(元之), 호는 현석(玄石)·서석(瑞石)이다.
좌찬성 한유(韓侑)의 증손으로, 할아버지는 부사직 한경남(韓敬男)이고, 아버지는 청평부원군(淸平府院君) 우의정 한응인(韓應寅)이며, 어머니는 부사과 이담령(李聃齡)의 딸이다.

## 생애
1601년(선조 34) 진사시에 합격하고, 1609년(광해군 1) 증광문과에 을과로 급제해 승정원에 들어갔다. 다음 해 검열·대교·봉교 등을 거쳐, 전적으로서 춘추관기사관을 겸해 『선조실록』 편찬에 참여하였다. 그 뒤 정언·사서·수찬 등을 역임했다.
1613년 아버지가 선조의 유교칠신(遺敎七臣) 중 한 사람으로 계축옥사에 연루되자 사직하였다. 뒤이어 부친상으로 보령에 퇴거하였다. 1623년(인조 1) 인조반정으로 병조좌랑이 되고, 수찬에 이르러 신인 등용책을 논의하였다.
이어 종성부사·부총관(副摠管)·한성부우윤·지중추부사·형조판서·개성유수 등을 거쳐, 1643년 지돈녕부사가 되어 치사(致仕: 나이가 많아 벼슬을 사양하고 물러나는 것.)하였다.
홍문관에 있을 때에는 자주 경연(經筵)에 참석했고, 세자책봉주청사(世子冊封奏請使)로 명나라에 다녀오기도 하였다. 병자호란을 당해서는 개성유수로서 강화도에 피난하였다. 그 뒤 환도했으나 병으로 나아가지 못해 언관으로부터 직무유기의 탄핵을 받고 파직당하였다.
한편, 이괄(李适)의 난 때는 삼도독향어사(三道督餉御史)가 되어 군량을 조달하였다. 만년에는 지돈녕부사로서 진향부사(進香副使)가 되어 인평대군(麟坪大君)을 따라 심양(瀋陽)에 다녀왔다.
서예에 뛰어나 팔법(八法)에 능해 당시 태학(太學)의 장소(章疏)·비문(碑文), 나라의 묘주(廟主) 등에 거의 그의 붓을 빌렸다. 작품으로는 글씨로 우상한응인묘비(右相韓應寅墓碑)가 있다.

## 가족관계
- 조부 : 한경남(韓敬男)
- 조모 : 미상
  - 아버지 : 의정부 우의정 청평부원군 한응인(議政府 右議政 淸平府院君 韓應寅, 1554 ~ 1614)
  - 어머니 : 이씨(李氏)[1]
    - 딸 : 청주군부인 한씨(淸州郡夫人 韓氏, 생물년 미상)
    - 사위 : 흥안군 제(興安君 瑅, 1598 ~ 1624)
      - 외손 : 이영세(李英世, 1617 ∼ 1668)